# Maccabeesa
Maccabeesa is een geslacht van hooiwagens uit de familie Assamiidae.
De wetenschappelijke naam Maccabeesa is voor het eerst geldig gepubliceerd door Roewer in 1936. 

## Soorten
Maccabeesa is monotypisch en omvat slechts de volgende soort:
- Maccabeesa lawrencei